# Enric Bassas Rotxotxo
Enric Bassas Rotxotxo   (Tiana, 1890 - Tiana, 1975) fou un escultor català, conegut per realitzar diverses medalles modernistes amb influències del classicisme.
Es pot veure la seva medalla del Reial Cercle Artístic de Barcelona a la col·lecció permanent de numismàtica del Museu Nacional d'Art de Catalunya. Aquesta medalla fou la guanyadora del primer premi del concurs que organitzà el Cercle Artístic i amb un jurat presidit per Lluís Masriera.
Fou un dels mestres de Martí Llauradó i Mariscot.